# Halaalé
Halaalé est le quatrième album de l'artiste burkinabè Greg Burkimbila sorti le 9 septembre 2021. 
Il est composé de 18 titres,.